# Benjamin Péret
Benjamin Péret, född 4 juli 1899 i Rezé, död 18 september 1959 i Paris, var en fransk poet, tidigt verksam inom den franska dadaismen och därefter inom surrealismen. En urvalsvolym med hans dikter finns på svenska, Hjärtats lilla skeppsventil, och en bok han skrev tillsammans med Paul Éluard på 1920-talet, Elefanter är smittsamma: 152 ordspråk i dagens smak.

## Liv och verksamhet
Benjamin Péret var redaktör för de tre inledande numren av surrealisternas första tidskrift, La Révolution surréaliste med början 1924. Våren 1928 deltog han i fem av de frispråkiga samtalen om sex som surrealistgruppen genomförde. 1929 publicerades i Belgien en kalender över år 1929, där Péret svarade för en sexuellt frispråkig dikt per månad ena halvan av året, medan Louis Aragon svarade för lika många frispråkiga dikter den andra halvan. Deras texter åtföljdes av fyra foton med sexuellt umgänge av Man Ray. 
1928 gifte sig Benjamin Péret med den brasilianska sångerskan Elsie Houston (1902-1943). Åren 1929-1931 bodde de tillsammans i Brasilien. 1931 föddes deras son med förnamnet Geyser. Benjamin Péret blev utvisad från Brasilien samma år, därför att han tillsammans med sin svåger Mario Pedrosa hade grundat ett trotskistiskt parti. 
Péret deltog senare i spanska inbördeskriget, där han ingick i den antifascistiska Columna Durruti eller Durrutibrigaden. I Barcelona träffade han bildkonstnären Remedios Varo. Efter den spanska republikens fall återvände Péret tillsammans med Varo till Frankrike. Här inkallades Péret vid krigsutbrottet 1939, men fängslades snart för bildandet av en trotskistisk motståndscell inom armén. Efter landets nederlag 1940 och Nazitysklands påbörjade ockupation frigavs Péret. Tillsammans med Remedios Varo begav han sig till Mexiko, där han stannade i närmare åtta år. Hans långa dikt Air mexicain har beskrivits som ett lyriskt kraftprov "om det gamla och det nya Mexicos inre och yttre liv, dess mytologi, historia, dvala och själ".
1947 flyttade Péret tillbaka till Frankrike, där han bodde i Paris fram till sin död. André Breton inkluderade ett par av hans arbeten i sin antologi om svart humor, Anthologie de l'humour noir (1940), bland annat dikten Tre körsbär och en sardin, vilken återfinns också i den svenska urvalsvolymen Hjärtats lilla skeppsventil. Benjamin Péret skrev för övrigt manuset till den 26 minuter långa kortfilmen L'invention du monde (1952), regisserad av Jean-Louis Bédouin och Michel Zimbacca. Han är begravd på Cimetière des Batignolles i Paris, på samma avdelning – 31e division – som André Breton. På hans gravsten står: Je ne mange pas de ce pain-là  [Jag äter inte av detta bröd], vilket också var titeln på en diktsamling från 1936.

## Verk (urval)
- International Dada Archive: Benjamin Pérets medverkan i de franska dadaisternas tidskrift Littérature (1920–1923)
- Le Passager du transatlantique, dikter (1921), med bilder av Jean Arp
- Au 125 du boulevard Saint-Germain, en berättelse (1923), med en torrnålsgravyr av Max Ernst och tre teckningar av författaren
- Immortelle maladie, dikter (1924)
- Cent cinquante-deux proverbes mis au goût du jour, i samarbete med Paul Éluard (1925)
  - Elefanter är smittsamma: 152 ordspråk i dagens smak, till svenska av Jonas Ellerström (Sällskapet Bokvännerna, 1997)
- Dormir, dormir dans les pierres, dikter (1927)
- Les Rouilles encagées, en erotisk berättelse (1928; återutgiven 1954 med sju teckningar av Yves Tanguy), under pseudonymen Satyremont
- Le Grand jeu (1928)
  - The Big Game, en fullständig engelskspråkig översättning av denna diktsamling (2011)
- 1929, dikter (1929), en erotisk kalender tillsammans med Louis Aragon och Man Ray
- De derrière les fagots, dikter (1934), med bilder av Pablo Picasso
- Je sublime, dikter (1936), med bilder av Max Ernst
- Je ne mange pas de ce pain-là, dikter (1936)
- Trois cerises et une sardine, dikter (1937)
- Le Déshonneur des poètes (1945)
  - Poeternas vanheder, utdrag ur denna pamflett publicerade i Gunnar Qvarnströms antologi Moderna manifest 3. Surrealism (Stockholm, 1973)
- Dernier malheur dernière chance, dikter (1945)
- Un point c’est tout, dikter (1946)
- Air mexicain, dikter (1952)
- Mort aux vaches et au champ d'honneur, roman (1953)
- Le livre de Chilam Balam de Chumayel, en översättning från spanska av den profetiska mayaboken Chilam Balam från Chumayel (1955)
- Anthologie de l’amour sublime (1956)
- Gigot, sa vie, son œuvre (1957)
  - The Leg of Lamb, its Life and Works, 24 berättelser i en engelskspråkig översättning (2011)
- Anthologie des mythes, légendes et contes populaires d’Amérique (1960)

### Urvalsvolym på svenska
- Hjärtats lilla skeppsventil, ett urval dikter i översättning av Ingemar Johansson (Bakhåll, 1987)

### Medverkan i svenska antologier och tidskrifter
- "Två dikter", översättning Artur Lundkvist. I tidskriften Utsikt, 1948: nr 6
- "[Dikter]", översättning Gunnar Ekelöf. I antologin fransk surrealism (spektrum, 1933; FIB:s lyrikklubb, 1962)
- "[Dikter]", översättning Artur Lundkvist och Åsa Scherdin-Lambert. I antologin Vithåriga revolvrar  (FIB:s lyrikklubb, 1966)
- "[Dikter]", översättning Ragnar von Holten. I utställningskatalogen Surrealism? (Riksutställningar, 1970), s. 17, 36, 44
- "Tidens tecken", översättning Lasse Söderberg. I tidskriften Lyrikvännen, 1973: nr 4
- "Den nya världen (firman grundad av Toyen)". I: Holten, Ragnar von: Toyen: en surrealistisk visionär (Lindfors, 1984)